# Криштоф-Веселы, Франтишек
Франти́шек Кри́штоф-Весе́лы (словац. František Krištof Veselý, венг. Kristóf Veszely Ferenc, 12 апреля 1903 года, Скалица — 13 марта 1977 года, Братислава) — словацкий и венгерский певец, актёр и режиссёр. Наряду с Гейзой Дусиком и Павoлом Браксаторисом — один из основоположников словацкой оперетты. Сооснователь братиславского театра «Новая сцена». Заслуженный артист ЧССР (1963).

## Биография
Родился 12 апреля 1903 года в Скалице. В детстве остался без отца, который уехал в США на заработки и не вернулся. Мать вышла замуж за фабриканта по фамилии Криштоф и переехала к нему в Будапешт, а Франтишек, к которому новый муж матери не проявлял интереса, остался на воспитании в Скалице у её родителей, семьи Котек. Пел в местном церковном хоре вместе с Янко Благо, в будущем — известным словацким оперным тенором. В семнадцать лет в Будапеште умер родной сын Криштофа, после чего тот решился на усыновление. Франтишек переехал в Будапешт и взял двойную фамилию Криштоф-Веселы.
В Будапеште начал петь в хоре театра оперетты. После окончания гимназии в 1921—1923 годах посещал государственную актёрскую школу. В 1930 году начал выступать в Сегеде, Дебрецене, Дьёре, Цегледе, а также Мишкольце, где познакомился с будущей женой Гизелой. Вскоре получил место в будапештском Королевском театре, а в 1931 году подписал контракт со Словацким национальным театром, где работал артистом оперетты и режиссёром.
Выступал на венгерской, словацкой и чешской сцене. Первую роль в кино как актёр и певец исполнил в 1936 году в комедии Uličnice. В том же году записал первую пластинку в чешско-немецкой фирме Ultraphon.
В период Первой Словацкой республики записал несколько пластинок в немецких фирмах Telefunken и Polydor. После Второй мировой войны некоторое время находился в заключении в трудовом лагере в городе Новаки.
После освобождения стал одним из основателей театра «Новая сцена» в Братиславе, открывшегося 30 ноября 1946 года премьерой «Укрощения строптивой» Шекспира в постановке Драгоша Желенского. С 1946 по 1964 года возглавлял в этом театре труппу музыкальной комедии. Написал мемуары S úsmevom a veselo, вышедшие в 2006 году в издательстве Q111 под названием Moja cesta s piesňou.
Умер 13 марта 1977 года в Братиславе, похоронен там же на кладбище св. Мартина.

## Награды
- Заслуженный артист ЧССР[словац.] (1963 год).
- Премия «Золотая лира» на международном фестивале «Братиславская лира» за совокупность творчества (1971 год).

## Память
В Скалице на месте дома, где родился певец, в апреле 2003 года был установлен памятник авторства Юрая Мелиша и Яна Патки.

## Творчество

### Театр и оперетта
- «Весёлая вдова»
- «Польская кровь»
- «Летучая мышь»
- Aké dôležité je mať Filipa (спектакль по комедии «Как важно быть серьёзным») — Джон
- Modrá ruža (Гейза Дусик, 1939) — Филип
- Pod cudzou vlajkou (Гейза Дусик, 1940) — доктор Ян Голуб
- Turecký tabak (Гейза Дусик, 1941) — банковский служащий Дюран
- Osudný valčík (Гейза Дусик, 1943)

#### Режиссура
- Zvony zo San Diega (Рудольф Триннер)
- «Нищий студент»
- Zlatá rybka (Гейза Дусик)
- Hrnčiarsky bál (Гейза Дусик)
- Plná poľná lásky (Милан Ферко[словац.], Милан Новак[чеш.])
- Zlatý dážď
- «Вольный ветер»
- Keď rozkvitne máj — (1938, Гейза Дусик)

### Фильмография
- Uličnice (1936) — Бобик Дудловский, пение
- Rozkošný příběh (1936) — доктор Яра Нерад, пение
- Falešná kočička (1937) — чемпион по теннису Петр Хладек
- Děvčátko z venkova (1937) — Павел Троян
- Ducháček to zařídí[чеш.] (1938) — пение
- Svatební cesta (1938) — профессор Артур Чейка, пение
- Slečna matinka (1938) — Филип Мушка, пение
- Pán a sluha (1938) — Ладислав Тума
- Bílá vrána (1938) — Йиндржих Сганель, пение
- Paní Kačka zasahuje (1939) — инженер Бартак
- Dědečkem proti své vůli (1939) — Божетех Кокошка
- Adam a Eva (1940) — инженер Адам Кавалир
- Štvorylka (1955) — Рамплей
- Charleyho teta (1964, телефильм) — Брассет
- Oko za oko (1965, телефильм)
- Škandál v Melodias banke (1966, телефильм)
- Siedmy kontinent (1966) — государственный советник
- Pasca (1967, телефильм) — Уваров
- Vtipnejší vyhráva 1975: Lodenice G. Steinera Komárno (1975, телеконцерт)

### Песни
В архиве Словацкого радио хранится более двухсот пятидесяти его песен (см. список).

#### Дискография
- Prečo sa máme rozísť (1978, Opus)
- Tatranský expres (2005, FR centrum[словац.], песни 1938—1947 годов)
- Ja viem všetko(2007, FR centrum[словац.]

#### Сборники
- Dva v jednom — Prečo sa máme rozísť — F.K.Veselý , Piesne z pamätnika (Open Music, 2CD)
- Antológia Slovenskej populárnej hudby 2 — Rodný môj kraj (1996, Opus)
- Antológia Slovenskej populárnej hudby 3 — Dedinka v údolí (2001, Hudobný fond)
- Antológia Slovenskej populárnej hudby 4 — Cesta domov (2003, Hudobný fond)
- Antológia Slovenskej populárnej hudby — Keď rytmus volá (2005, Hudobný fond)
- Najkrajšie piesne — Gejza Dusík — Opus — 02."Dedinka v údolí" (2007)
- Tá pieseň pôjde v šíri svet — Gejza Dusík (2007, FR centrum)